# Sanzijing
De Sanzijing is een van de Sanbaiqian en het belangrijkste boek dat vóór de tijden der Chinese Volksrepubliek gebruikt werd om basisschoolkinderen te onderwijzen. Het is waarschijnlijk geschreven in de dertiende eeuw door Wang Yinglin 王應麟 (1223-1296) en Ou Shizi 區適子 (1234-1324) tijdens de Song-dynastie.
Het boek is sterk beïnvloed door confucianisten en werd tot ongeveer 1950 onderwezen in China.
In het boek worden de normen en waarden van de Chinese cultuur, basiskennis, het Chinese scheppingsverhaal, de Chinese geschiedenis, verhalen van goede kinderen en de dagelijkse dingen verteld.
In 1995 werd er door uitgeverij Guangdong-onderwijs 广东教育出版社 de "Nieuwe Sanzijing" 《新三字经》 uitgebracht.

## Sanzijing

#### Opvoeding
| Vereenvoudigd Chinees       | Traditioneel Chinees        | Vertaling |
| --------------------------- | --------------------------- | --- |
| 人之初 性本善 性相近 习相远 | 人之初 性本善 性相近 習相遠 | In het begin, als iemand geboren is, is deze goedhartig, maar de omgeving kan deze beïnvloeden en daardoor een slecht persoon worden. |
| 苟不教 性乃迁 教之道 贵以专 | 苟不教 性乃遷 教之道 貴以專 | Als men niet vanaf kleins af aan goed leert, wordt het goede in iemand veranderd, in iets slechts. Om het kind goedhartig te laten, is het van belang dat de ouders hun kinderen goed opvoeden.                                                                                             |
| 昔孟母 择邻处 子不学 断机杼 | 昔孟母 擇鄰處 子不學 斷機杼 | Tijdens de periode van de Strijdende Staten, verhuisde de moeder van Mengzi drie keer, omdat ze wilde dat haar zoon een goede leefomgeving had. Op een dag spijbelde haar kind, waardoor ze erg schrok en hem vertelde dat men altijd ijverig moet leren om een goede opleiding te krijgen. |
| 窦燕山 有义方 教五子 名俱扬 | 竇燕山 有義方 教五子 名俱揚 | Tijdens de Vijf dynastieën had Dou Yujun 窦禹钧 uit Yanshan 燕山 een idee hoe hij zijn kinderen moet opvoeden. Zijn vijf zonen waren succesvol en hadden allen het examen voor ambtenaar gehaald.                                                                                           |
| 养不教 父之过 教不严 师之惰 | 養不教 父之過 教不嚴 師之惰 | Ouders moeten hun kinderen voeden en kleden, maar als zij alleen dit doen zonder ze normen en waarden te leren, dan hebben deze ouders gefaald. Leraren moeten streng les geven, als dat niet gebeurt, worden de schoolprestaties van leerlingen slecht en heeft de leraar gefaald.         |
| 子不学 非所宜 幼不学 老何为 | 子不學 非所宜 幼不學 老何為 | Als men als kind niet goed zijn best doet op school, is hij fout! Als men van kleins af aan niet goed zijn best doet in leren, wat heeft hij eraan als hij oud is? |
| 玉不琢 不成器 人不学 不知义 | 玉不琢 不成器 人不學 不知義 | Als men jade niet polijst, is het geen kostbaar ding. Als een mens niet leert, heeft zijn leven geen zin, want hij kent de normen, waarden en respect van het leven niet en zal dus nooit talentvol worden.                                                                                 |
| 为人子 方少时 亲师友 习礼仪 | 為人子 方少時 親師友 習禮儀 | Als kind van iemand, moet men van kleins af aan een goede band maken tussen zijn/haar ouders, leraren en vrienden en goed de normen en waarden van het leven bestuderen. |
| 香九龄 能温席 孝于亲 所当执 | 香九齡 能溫席 孝於親 所當執 | Toen Huang Xiang 黄香 (uit de Oostelijke Han-dynastie) negen jaar oud was, kon hij al zeer veel eerbetoon aan zijn vader laten zien. Dit is wat ieder kind ook moet tonen aan zijn ouders                                                                                                   |
| 融四岁 能让梨 弟于长 宜先知 | 融四歲 能讓梨 弟於長 宜先知 | Toen Kong Rong 孔融 (uit de Han-dynastie) vier jaar oud was, kon hij al voorrang en respect aan zijn broer tonen, door de laatste peer in de fruitschaal aan zijn broer te schenken. Dit is wat ieder kind ook moet tonen aan mensen die ouder zijn dan hun.                                |
| 首孝弟 次见闻 知某数 识某文 | 首孝弟 次見聞 知某數 識某文 | Wat iedereen als eerste moet leren, is het respect voor ouders en broers/broertjes. Dit zijn oefeningen van zien en luisteren. Ook moet men leren lezen en rekenen. |

#### Basisstof
| Vereenvoudigd Chinees       | Traditioneel Chinees        | Vertaling |
| --------------------------- | --------------------------- | --- |
| 一而十 十而百 百而千 千而万 | 一而十 十而百 百而千 千而萬 | Eén is de eerste cijfer der tien cijfers. Tien tienen maakt honderd. Tien honderden maakt duizend. Tien duizenden maakt tienduizend. |
| 三才者 天地人 三光者 日月星 | 三才者 天地人 三光者 日月星 | De voorouders zeiden dat de drie dingen: hemelgewelf, aarde en de mens de belangrijkste dingen waren. De drie belangrijkste lichten zijn zon, maan en de sterren. |
| 三纲者 君臣义 父子亲 夫妇顺 | 三綱者 君臣義 父子親 夫婦順 | De drie belangrijkste opschriften zijn de banden tussen mensen en mensen, die bestaat uit koning & minister, vader & zoon en echtgenoot & echtgenote. |
| 曰春夏 曰秋冬 此四时 运不穷 | 曰春夏 曰秋冬 此四時 運不窮 | Ieder jaar heeft vier seizoenen. Lente, zomer, herfst en winter. Deze vier getijden zullen eeuwig zo door draaien. Ze staan gelijk aan akkerbouw met ploegen, wieden, verzamelen en opbergen. |
| 曰南北 曰西东 此四方 应乎中 | 曰南北 曰西東 此四方 應乎中 | Zonder centrum waren d'r geen vier windrichtingen geweest. Zuid & noord en west & oost. |
| 曰水火 木金土 此五行 本乎数 | 曰水火 木金土 此五行 本乎數 | Als we over wuxing 五行 hebben, hebben het over water, vuur, hout, metaal en aarde. Dit zijn de grondstoffen van alles en staan gelijk met de nummers één, twee, drie, vier en vijf. |
| 十干者 甲至癸 十二支 子至亥 | 十干者 甲至癸 十二支 子至亥 | De shigan 十干 zijn de tien Chinese tijden. De shi'erchi zijn de twaalf Chinese tijden. |
| 曰黄道 日所躔 曰赤道 当中权 | 曰黃道 日所躔 曰赤道 當中權 | De aarde draait om de zon. De aarde deelt men door een boven en onderkant, hoe dichter men bij de middenlijn van de aarde komt, hoe warmer |
| 赤道下 温暖极 我中华 在东北 | 赤道下 溫暖極 我中華 在東北 | Als men van het noorden naar het zuiden gaat, wordt het steeds warmer. Ons land (China) ligt in het noordoosten van de wereld. |
|                             | 曰江河 曰淮濟 此四瀆 水之紀 | Ons land heeft de Chang Jiang, de Huang He, Huai He en Ji Shui. Deze vier rivieren stromen allen richting het oosten. |
|                             | 曰岱華 嵩恆衡 此五岳 山之名 | De oostelijke berg is Tai Shan, de westelijke is Hua Shan, de berg in het midden is Song Shan, de noordelijke is Heng Shan (Shanxi) en de zuidelijke berg is Heng Shan (Hunan). Deze vijf bergen zijn de beroemdste vijf bergen van China. |
|                             | 曰士農 曰工商 此四民 國之良 | De geleerden, boeren, arbeiders en handelaren zijn de vier belangrijkste groepen van de samenleving. |
|                             | 曰仁義 禮智信 此五常 不容紊 | Menselijkheid, rechtvaardigheid, fatsoen, zhi en xin zijn de vijf reden en zullen nooit veranderen. |
|                             | 地所生 有草木 此植物 遍水陸 | Er zijn vele planten die uit de aarde komen. Deze zijn grassig of houterig en drinken water. |
|                             | 有蟲魚 有鳥獸 此動物 能飛走 | Er zijn insecten en vissen. Er zijn vogels en beesten. Zij vliegen door de lucht, lopen op het land of zwemmen in zee. |
|                             | 稻梁菽 麥黍稷 此六穀 人所食 | Rijst, tarwe, gele bonen, gerst, broomcorn millet en millet zijn de zes gewassen die mensen eten. |
|                             | 馬牛羊 雞犬豕 此六畜 人所飼 | Het paard, de koe, de geit, de kip, de hond en het varken zijn dieren die mensen verzorgen en nodig zullen hebben om te leven. |
|                             | 曰喜怒 曰哀懼 愛惡欲 七情具 | Vrolijk zijn, chagrijnig zijn, zielig zijn, bang zijn, verliefd zijn, woedend zijn en hulpbehoevend zijn, zijn de zeven gevoelens van mensen. |
|                             | 青赤黃 及黑白 此五色 目所識 | Groen, rood, geel, zwart en wit zijn de vijf hoofdzakelijke kleuren in het oude China |
|                             | 酸苦甘 及辛鹹 此五味 口所含 | Zuur, bitter, zoet, pittig en zout zijn de vijf smaken die de mond kan proeven. |
|                             | 羶焦香 及腥朽 比五臭 鼻所嗅 | Geitenvleesgeur, doorgebakken geur, geurig, vissenlucht en rottende geur zijn de vijf geuren die de neus kan reuken. |
|                             | 匏土革 木石金 絲與竹 乃八音 | Lagenaria vulgaris en klei kan gebruikt worden om blaasinstrumenten te maken. Koeienleer kan men gebruiken voor het maken van trommels. Met hout kan je klappers, muyu en yu (muziekinstrument) maken. Steen wordt gebruikt voor qing (muziekinstrument). Goud wordt gebruikt voor het vervaardigen van bellen, gongs etc. Draden worden gebruikt in snaarinstrumenten en bamboe voor verschillende fluiten. Deze acht instrumentvormen maken muziek. |
|                             | 曰平上 曰去入 此四聲 宜調協 | Ping, shang, qu en ru zijn de vier toonhoogtes die men in het oude China onderscheidde. Hierbij kan men duidelijk praten en verschillende klanken/toonhoogtes uitspreken. |

### Familiebanden
| Vereenvoudigd Chinees       | Traditioneel Chinees        | Vertaling |
| --------------------------- | --------------------------- | --- |
| 高曾祖 父而身 身而子 子而孙 | 高曾祖 父而身 身而子 子而孫 | Gao, zeng en zu beelden drie generaties uit: Overovergrootvader, overgrootvader en grootvader. Zelf beeld je een vader uit. |
| 自子孙 至玄曾 乃九族 人之伦 | 自子孫 至玄曾 乃九族 人之倫 | Daarbeneden staan kind, kleinkind, achterkleinkind en achterachterkleinkind. Deze rij van negen generaties vormen samen de "jiu zu" en zijn de cyclus van familiebanden.                                                                |
| 父子恩 夫妇从 兄则友 弟则恭 | 父子恩 夫婦從 兄則友 弟則恭 | Een kind moet iets terug doen voor de liefde van zijn ouders. Een echtgenote moet iets terug doen voor haar liefhebbende echtgenoot. De broer moet zijn broertje als goede vriend beschouwen. Het broertje moet zijn broer respecteren. |
| 长幼序 友与朋 君则敬 臣则忠 | 長幼序 友與朋 君則敬 臣則忠 | Tijdens de groei van het kind, moet het de menselijke relaties goed kennen. Vrienden moeten elkaar de waarheid vertellen en elkaar helpen. De leider moet zijn onderdanen respecteren. De onderdanen moeten loyaal zijn aan hun leider. |
| 此十义 人所同 当顺叙 勿违背 | 此十義 人所同 當順敘 勿違背 | Deze tien regels moet iedereen kennen. Men moet goed relaties kennen en ze gebruiken. |
| 斩齐衰 大小幼 至缌麻 五服终 | 斬齊衰 大小幼 至緦麻 五服終 | Op begrafenissen onderscheidt men duidelijk het verschil tussen generaties. Men mag het verschil in eerbied aan generaties niet verwarren.                                                                                              |

### Onderwijs
| Vereenvoudigd Chinees       | Traditioneel Chinees        | Vertaling |
| --------------------------- | --------------------------- | --- |
| 礼乐射 卸书数 古六艺 今不具 | 禮樂射 卸書數 古六藝 今不具 | Het leren van li (rituelen), muziek, boog schieten, paard rijden, kalligrafie en rekenen waren vroeger de zes dingen die aan kinderen werden geleerd, werd "liu yi" genoemd. Heden zijn deze zes kunsten niet zozeer de stof van het onderwijs. |
| 惟书学 人共遵 既识字 讲说文 | 惟書學 人共遵 既識字 講說文 | Als je alleen kalligrafie beoefent, word je door iedereen gewaardeerd. Als je goed de karakters kent, moet je de betekenis van karakters leren.                                                                                                 |
| 有古文 大小篆 隶草继 不可乱 | 有古文 大小篆 隸草繼 不可亂 | Chinese karakters hebben al zeer lang verschillende eigenschappen. Verschillende karaktertypes zijn later ook ontwikkeld. Men moet het verschil van deze karaktertypes goed onderscheiden en mag ze niet door elkaar halen.                     |
|                             |                             | |
|                             |                             | |
|                             |                             | |

#### Geschiedenis
| Vereenvoudigd Chinees       | Traditioneel Chinees        | Vertaling |
| --------------------------- | --------------------------- | --- |
| 辽与金 皆称帝               | 遼與金 皆稱帝               | De Liao en de Jin vormen een koningschap. |
| 太祖兴 国大明 号洪武 都金陵 | 太祖興 國大明 號洪武 都金陵 | De voorvader van de Ming verslaat hen en vormt de Ming-dynastie. Hongwu bouwt ook een gouden paleis.                                                       |
| 迨成祖 迁燕京 十六世 至崇祯 | 迨成祖 遷燕京 十六世 至崇禎 | De dynastie ging na 16 generaties stuk. |
| 阉乱後 寇内讧 闯逆变 神器终 | 閹亂後 寇內訌 闖逆變 神器終 | Na een tijd van grote onrust, kwamen de barbaren ons land binnen vallen.                                                                                   |
| 清顺治 据神京 至十传 宣统逊 | 清順治 據神京 至十傳 宣統遜 | De Qing maakten een vloeiende heerschappij en een schitterende hoofdstad. Na 10 generaties ging de laatste keizer weg.                                     |
| 举总统 共和成 复汉土 民国兴 | 舉總統 共和成 復漢土 民國興 | Wij kregen een president (Sun Zhongshan). De republiek werd opgericht. Waardoor de Han-Chinezen weer voor het zeggen hebben. De republiek werd belangrijk. |
| 廿二史 全在兹 载治乱 知兴衰 | 廿二史 全在茲 載治亂 知興衰 | Alle 22 dynastieën van ons land (China) zijn hierboven beschreven.                                                                                         |